# Mimosine
La mimosine ou β-3-hydroxy-4 pyridone est un alcaloïde. Découverte originellement dans Mimosa pudica, certains autres membres du genre Mimosa en contiennent aussi.